# Адриан (Кулик)
Епископ Адриан (укр. Єпископ Адріан в миру Руслан Иванович Кулик укр. Руслан Іванович Кулик; род. 25 марта 1972, Ставница, Летичевский район, Хмельницкая область, Украинская ССР) — епископ на покое Православной церкви Украины, титулярный епископ Шепетовский (2019—2021).
Ранее — архиерей Украинской православной церкви Киевского патриархата, настоятель прихода святого Георгия Победоносца в Хмельницком (2013—2018); до этого епископ Украинской автокефальной православной церкви (2004—2013), а ранее — Украинской автокефальной православной церкви канонической (2002—2004).

## Биография
Родился 25 марта 1972 года в Ставнице Летического района Хмельницкой области. Окончил среднюю школу.
С 1989 по 1991 год обучался в Московской духовной семинарии, а с 1991 по 1993 год продолжил обучение в Львовской духовной семинарии УАПЦ/УПЦ КП.
3 мая 1992 года митрополитом Иоанном (Боднарчуком) был хиротонисан во диакона и с сентября 1992 по октябрь 1993 года служил диаконом (позднее протодьяконом) в Свято-Феодосиевском кафедральном соборе города Киева.
В октябре 1993 года переехал в США, где был принят в юрисдикцию Православной церкви в Америке. 6 января 1995 года архиепископ Нью-Йоркский Петр (Л’Юилье) совершил его хиротонию в сан пресвитера. В августе 2001 года официально вышел из юрисдикции Православной церкви в Америке по причине возвращения на Украину.
В 2002 году вошёл в юрисдикцию Украинской автокефальной православной церкви Северной и Южной Америки и диаспоры, где после пострижения в рясофор с наречением имени Богдан, был 10 октября 2002 года хиротонисан в хор-епископа епархии Нью-Йорка и Новой Англии. В его архиерейской хиротонии принимали участие: архиепископ и митрополит всей Америки, первоиерарх УАПЦ в Северной и Южной Америке и диаспоре Стефан (Бабий-Петрович), архиепископ Кливлендский Михаил (Явчак-Чампион) и митрополит Киевский Моисей (Кулик).
В 2004 году принял решение вернуться в юрисдикцию Украинской автокефальной православной церкви. 12 декабря 2004 года в Андреевском кафедральном соборе в Киеве Предстоятель УАПЦ митрополит Мефодий (Кудряков), совместно с некоторыми иерархами УАПЦ, принял в общение епископа Богдана «в личное послушание Предстоятелю УАПЦ Митрополиту Мефодию», признав действительность его архирейского сана и поручив возглавлять Черкасскую и Кировоградскую епархию.
С 2005 по 2006 год был епископом Житомирским, викарием Киевской епархии.
16 января 2007 года Мефодием (Кудряковым) назначен епископом Одесским и Балтским. Он отметил, что «ситуация в Одесской епархии довольно сложная. УАПЦ ощущает давление со стороны УПЦ Киевского патриархата, но мы исправим ситуацию».
В 2009 году назначен епископом Хмельницким, викарием Киевской епархии. В течение всего этого времени епископ Богдан имел неоднозначный статус: не будучи официально зачисленным в состав иерархии УАПЦ, он совершал служение в рамках личного послушания Предстоятелю УАПЦ митрополиту Мефодию (Кудрякову). Объясняется это тем, что два авторитетных иерарха УАПЦ принципиально настаивали на непризнании каноничности его архиерейской хиротонии, совершённой в УАПЦ-К.
На Архиерейском соборе УАПЦ 3 февраля 2011 года, было принято решение о проведении повторного посвящения епископа Богдана (Кулика) в архиерейский сан с условием его предварительного пострижения в монашество (малую схиму) и последующим назначением управляющим Хмельницкой епархией. Вполне вероятно, что потребность в повторной хиротонии епископа Богдана было обусловлено общим стремлением УАПЦ к преодолению возможных препятствий на пути к намеченному в июле 2010 года вхождению в юрисдикцию Константинопольского патриархата.
16 февраля 2011 года епископ Богдан (Кулик) был пострижен в монашество (малую схиму) с именем Адриан и в тот же день был хиротонисан во епископа Хмельницкого и Каменец-Подольского. В архиерейской хиротонии приняли участие: митрополит Киевский и всея Украины, предстоятель УАПЦ Мефодий (Кудряков), епископ Житомирский и Полесский Владимир (Шлапак), епископ Фастовский, викарий Киевской епархии Михаил (Бондарчук), епископ Святошинский, викарий Киевской епархии Иоанн (Швец), епископ Вышгородский и Подольский, викарий Киевской епархии Владимир (Черпак), епископ Тернопольский и Червоногородский, викарий Тернопольской епархии Мстислав (Гук).
обратился на епархиальном сайте к пастве и духовенства УАПЦ в Хмельницкой области с призывом объединяться с УПЦ Киевского Патриархата, отмечая, что «наша разобщенность мешает нам достичь нашей общей цели и является значительной преградой на пути канонического признания Поместности Украинской Церкви со стороны мирового православия». Именно поэтому, по его словам, Константинопольский Патриарх Варфоломей неоднократно указывал нам на нашу типичную украинскую порок «где два украинца, там три гетмана» и призвал объединиться. По его мнению, «стало очевидным, что современное руководство УАПЦ, на словах заинтересованное в объединении, на деле желает сохранить то состояние, которое существует сегодня». Основой для объединения по его мнению могла быть УАПЦ, которая во-первых, она «находится в кризисном состоянии… её руководство, время от времени говоря о внутреннем кризисе, до сих пор не предложило реального пути его преодоления». Поэтому «когда общецерковное сочетание между УАПЦ и Киевским патриархатом фактически невозможно из-за персональной позиции Митрополита Мефодия, считаю своим долгом как христианина и епископа призвать всех нас к объединению на межепархиальном уровне. <…> Мы не можем в этом важнейшем вопросе зависеть от воли нескольких лиц, которых Бог попустил к руководству нашей Церковью… Киевский патриархат, с которым мы идём к полному объединению, является могущественной Церковью, которая пользуется общественным уважением и живёт полноценной Соборной жизнью». 13 мая 2013 года, согласно поданному прошению, был принят в юрисдикцию Украинской православной церкви Киевского патриархата и назначен настоятелем прихода святого великомученика Георгия Победоносца в городе Хмельницком.
15 декабря 2018 года вместе со всеми другими архиереями УПЦ КП принял участие в объединительном соборе в храме Святой Софии. 5 февраля 2019 года решением Священного Синода ПЦУ получил титул титулярный епископ Шепетовский.
Резко осудил намерение Филарета (Денисенко) отделиться от ПЦУ и восстановить Киевский Патриархат, назвав сторонников отделения «сепаратистами», а Филарета (Денисенко) назвал «профессиональным раскольником и бунтарем, который не справился с собственными пороками властолюбия и гордыни, не прислушался к голосу соборного разума Церкви».
3 февраля 2021 года написал в своём фэйсбуке, что Те, кто не любит Украину, должны носить пластиковые бирки в ушах: «Желательно всем, кто живет в Украине и не любит ее, на ухо пластиковый номерок прикрепить, как это делают с безродными собаками. Чтобы украинцы видели, кто перед ними». Ввиду того, что такое высказывание вызвало скандал, перевёл свою страницу в фейсбуке в закрытый режим: «Не вижу смысла обсуждать тему, в которой красные шарики знаются лучше… В дальнейшем все свои посты буду писать только для друзей, не для общего доступа. Сожалею, что бросил камень в болото. Похоже, все силы ада проснулись. Картинка оказалась гораздо страшнее, чем мог себе представить. Сейчас не в моих обязанностях будоражить ад и воевать с ним, поэтому решил убрать свои раздражающие для шариковых поклонников комментарии. Сожалею, что спровоцировал бешеный шквал врагов Украины. Русмир в агонии, поэтому усиливает свое наступление на Украину по всем возможным направлениям, особенно против Украинской души».
31 октября 2021 г. произошёл конфликт между Русланом Куликом и его соседкой, в ходе которого священнослужитель побил женщину, так что на её теле остались синяки. В полиции открыли уголовное производство по ст. 125 УК Украины «Умышленное лёгкое телесное повреждение».
В связи с этим инцидентом 2 ноября 2021 г. Андриана (Кулика) отстранили от исполнения архиерейских обязанностей.
22 ноября 2021 года решением Синода ПЦУ отправлен на покой с запретом совершения публичных богослужений строком на один год и последующим дальнейшим решением относительно его будущего служения.